# Boku Dake ga Inai Machi
Boku Dake ga Inai Machi (僕だけがいない街, lit. "A cidade onde só eu não existo"), é um mangá seinen escrito e ilustrado por Kei Sanbe e publicado na revista Young Ace da editora Kadokawa Shoten desde 2012. O primeiro volume do mangá foi lançado em 26 de janeiro de 2013 e finalizado em 4 de março de 2016 com oito volumes. Uma adaptação para anime intitulada ERASED, produzida pelo estúdio A-1 Pictures, começou a transmitir-se na Fuji TV desde 8 de janeiro de 2016.
No Brasil, o mangá é publicado pela Editora JBC com o título Erased.

## Sinopse
A história segue Satoru Fujinuma, um jovem que vive em Chiba que de alguma forma possui uma habilidade conhecida como "Revivescência", que o envia de volta no tempo momentos antes de um incidente com risco de vida, permitindo-lhe evitar que aconteça novamente. Quando sua mãe é assassinada por um agressor desconhecido em sua própria casa, a habilidade de Satoru repentinamente o leva de volta dezoito anos no passado.
Agora um aluno do ensino fundamental em Hokkaido novamente, isso lhe dá a oportunidade não apenas de salvar sua mãe, mas também de prevenir um incidente de sequestro que tirou a vida de três de seus amigos de infância: dois colegas de classe e uma menina que estudava em uma escola diferente nas proximidades.

## Personagens

Os quatro personagens principais de Erased (da esquerda para a direita): Airi Katagiri, Kayo Hinazuki, Sachiko Fujinuma e Satoru Fujinuma (29 anos) (Plano de fundo)

Satoru Fujinuma (藤沼 悟, Fujinuma Satoru)
Dublado por: Shinnosuke Mitsushima (29 anos), Tao Tsuchiya (10/11 anos).
Entregador de pizza e mangaká, tenta salvar as pessoas do pior - sequestro, morte - sempre que retorna para o passado. Suspeito de homicídio contra a própria mãe, a amiga e parceira de trabalho, Airi Katagiri, foi uma das poucas a confiar na inocência do rapaz.
Airi Katagiri (片桐 愛梨, Katagiri Airi)
Dublado por: Chinatsu Akasaki.
Estudante do ensino médio e funcionária da pizzaria Oasi, testemunhou um ato heroico de Satoru, quando o rapaz impede um menino do atropelamento. Amiga e confidente, o ajuda a fugir da polícia ao ser suspeito de crime de homicídio, por ter convicção de que ele jamais faria isso.
Sachiko Fujinuma (藤沼 佐知子, Fujinuma Sachiko)
Dublado por: Minami Takayama
Mãe de Satoru, 52 anos, é dona de um olhar observador. Conhece os crimes em série ocorridos, sobretudo envolvendo os colegas de infância do filho. É silenciada pelo criminoso, após ter contato visual com ele em sua mais recente tentativa de sequestro.
Jun Shiratori (白鳥 潤, Shiratori Jun)
Dublado por: Takahiro Mizushima
Conhecido como "coragem" viveu na cidade natal de Satoru: um adulto sempre gentil, se aproximando das crianças. O que levou alguns a erroneamente julgá-lo como um pedófilo. Ele fazia companhia a Satoru Fujinuma, sempre o ajudando a montar aviõezinhos e encorajando-o a ter coragem.
Kayo Hinazuki (雛月 加代, Hinazuki Kayo)
Dublado por: Aoi Yūki
Colega de classe de Satoru, foi uma garota solitária devido a mãe violenta e abusiva. Foi uma das vítimas do sequestrador em série.
Akemi Hinazuki (雛月 明美, Hinazuki Akemi)
Dublado por: Akemi Okamura
Mãe abusiva de Kayo. Também sofria maus-tratos, mas do marido. Com a violência a que foi subordinada e atrelado ao divórcio, ela passou a agredir.
Kumi (久美)
Dublado por: Reika Uyama
Kumi é uma garota de 9 anos e portadora de leucemia.
Gaku Yashiro (八代 学, Yashiro Gaku)
Dublado por: Mitsuru Miyamoto
Professor da turma de Satoru, Gaku é para ele o mais próximo de uma figura paterna.
Hiromi Sugita (杉田 広美, Sugita Hiromi)
Dublado por: Akari Kitō (criança), Atsushi Tamaru (adulto)
Colega da classe de Satoru, que, apesar de ser um garoto, possui aparência feminina. Hiromi é uma das vítimas originais do sequestro em série.
Aya Nakanishi (中西 彩, Nakanishi Aya)
Dublado por: Sayaka Kaneko
Aya é aluna da escola Izumi e uma das vítimas originais do caso de sequestro em série.
Misato Yanagihara (柳原 美里, Yanagihara Misato)
Dublado por: Sayaka Kaneko
Misato é outra colega de sala de Satoru. Ela tem uma forte antipatia por Kayo e sempre gosta de importuná-la.

## Mangá
O mangá original, escrito por Kei Sanbe, foi serializado na revista Young Ace, da editora de Kadokawa Shoten da edição de julho de 2012 até a edição de abril de 2016. No Brasil o mangá foi lançado no final de 2018 pela editora JBC, com o título traduzido do original para Erased, a cidade onde só eu não existo.

### Volumes
| Nº | Título                             | ISBN          | Páginas | Sinopse | Ref.   |
| -- | ---------------------------------- | ------------- | ------- | --- | ------ |
| 1  | Flashback                          | 9788545707561 | 200     | Nada de bom acontece na vida de Satoru Fujinuma, por isso ele vive sem muito entusiasmo. Mesmo o misterioso fenômeno que o faz voltar no tempo consegue alterar isso. Porém, um dia, tudo muda… Um grande incidente faz a vida do jovem virar de cabeça para baixo. A morte da colega de classe, uma série de sequestros e assassinatos, o amigo que não conseguiu salvar, o verdadeiro criminoso… Em direção ao momento do incidente do passado, o agora do jovem começa a andar! | [ 9 ]  |
| 2  | A cidade onde apenas eu não existo | 9788545707554 | 200     | Depois de um infeliz incidente, Satoru Fujinuma vivencia o fenômeno revival, porém, volta dezoito anos no passado! Regressando para a época de sua infância, Satoru relembra os momentos reconfortantes e o sorriso da mãe, as aventuras com seus amigos da escola e também Kayo Hinazuki, a primeira vítima do caso de sequestros e assassinatos em série que abalou a cidade. | [ 10 ] |
| 3  | Uma pequena pista                  | 9788545709817 | 200     | Satoru não conseguiu cumprir a promessa que fez com Kayo. No momento em que o garoto começa a correr depois de sentir grande medo e desespero, o seu mundo vira de cabeça para baixo mais uma vez… | [ 11 ] |
| 4  | Última chance                      | 9788545709824 | 200     | Depois de ter sido preso, graças a uma “oportunidade”, Satoru consegue voltar mais uma vez para 1988 com o revival. Relembrando o que não deu certo na última volta, o jovem decide salvar Hinazuki a qualquer custo. Conseguindo também a ajuda de Ken’ya e de Hiromi, seus amigos na época da escola, o destino começa a mudar aos poucos. Mas existia um certo indivíduo que estava de olho nas ações de Satoru…                                                                | [ 12 ] |
| 5  | Perto                              | 9788545709831 | 200     | Com a ajuda dos adultos, Satoru consegue cumprir um de seus objetivos! Agora o garoto consegue relaxar um pouco, mas conversando com Ken’ya, ele sente que o caso de sequestro e assassinato em série ainda não acabou. “Como eu sei do futuro, vou conseguir salvar todos!” O garoto consegue uma nova motivação, mas uma coisa ainda o intriga… | [ 13 ] |
| 6  | Despertar                          | 9788545711216 | 216     | Tinha uma sensação de que “algo ruim ia acontecer com a Misato”. Procurando a garota que estava sozinha, Satoru entra no carro de Yashiro para perseguir o Alimentos Shiratori. Dentro do veículo, aluno e professor conversam sobre vários assuntos, e isso parecia muito como uma “conversa de pai e filho”… | [ 14 ] |
| 7  | Ponto de partida                   | 9788545711223 | 200     | Depois de um longo período de sono, ao despertar, Satoru finalmente se encontra com “ela”. “Ela” não conhecia direito o jovem, mas suas palavras atingiram em cheio as memórias que estavam seladas no fundo da mente de Satoru. E então, o jovem lembra o nome “dela”… | [ 15 ] |
| 8  | A cidade onde só eu não existo     | 9788545711230 | 216     | O jovem lutou. O jovem continuou a correr. Ele chorou com a comida da mãe, e ganhou forças ao receber a confiança da colega de trabalho. O que Satoru conseguiu depois desse longo revival e o que ele perdeu…? Ao enfrentar os acontecimentos do passado, chega a hora de enfrentar o “verdadeiro culpado”, e o lugar que eles chegaram com as ações que Satoru tomou é… | [ 16 ] |
| 9  | Naquele dia                        | 9788545711506 | 200     | Naquele dia, o Ken’ya… Naquele dia, a Airi… Naquele dia, a Sachiko… Naquele dia, a Hinazuki… O que todos em volta de Satoru pensaram e ganharam com o “tempo” que o jovem lhes proporcionou? O spin-off de ERASED, com o forte laço existente entre Satoru e seus amigos que o autor Kei Sanbe não conseguiu desenhar no arco principal está aqui! | [ 17 ] |

## Anime
A versão em anime foi produzida pela A-1 Pictures e foi ao ar pela Fuji TV de 8 de janeiro a 25 de março de 2016. A trilha sonora foi composta por Yuki Kajiura, com exceção do tema de abertura dos episódios é a música "Re: Re:", da banda de rock japonesa Asian Kung-Fu Generation, e do tema de encerramento, a canção "Sore wa Chiisana Hikari no Youna", da cantora pop Sayuri.

### Lista de Episódios (2016)
| #  | Título                                              | Exibição original       |
| -- | --------------------------------------------------- | ----------------------- |
| 1  | "Brilhando Diante dos Meus Olhos" "Sōmatō (走馬灯)" | 8 de janeiro de 2016    |
| 2  | "Palma da Mão" "Tenohira (掌)"                      | 15 de janeiro de 2016   |
| 3  | "Marca de Nascença" "Aza (痣)"                      | 22 de janeiro de 2016   |
| 4  | "Realização" "Tassei (達成)"                        | 29 de janeiro de 2016   |
| 5  | "Portal" "Tōbō (逃亡)"                              | 5 de fevereiro de 2016  |
| 6  | "Ceifador" "Shinigami (死神)"                       | 12 de fevereiro de 2016 |
| 7  | "Fora de Controle" "Bōsō (暴走)"                    | 19 de fevereiro de 2016 |
| 8  | "Espiral" "Rasen (螺旋)"                            | 26 de fevereiro de 2016 |
| 9  | "Encerramento" "Shūmaku (終幕)"                     | 4 de março de 2016      |
| 10 | "Alegria" "Kanki (歓喜)"                            | 11 de março de 2016     |
| 11 | "Futuro" "Mirai (未来)"                             | 18 de março de 2016     |
| 12 | "Tesouro" "Takaramono (宝物)"                       | 25 de março de 2016     |